# Joe Ashfield
Joe Ashfield ist ein US-amerikanischer American-Football-Trainer. Er war 17 Jahre als Trainer im College Football tätig. In der Saison 2024 war er Head Coach der Fehérvár Enthroners in der European League of Football.

## Leben
Ashfield spielte Quarterback an der Saint John’s University in Collegeville Township, Stearns County, Minnesota. In der Saison 2001 spielte er für die Schwäbisch Hall Unicorns in der German Football League.
Noch 2001 begann er seine Trainerkarriere bei den North Harbour Pride im neuseeländischen Auckland, wo er bis 2004 verblieb. Im Jahr 2004 war er auch Head Coach der Cheftrainer der neuseeländischen Nationalmannschaft.
2005 kehrte er kehrte in die USA zurück und schloss seinen Master ab. Er trainierte an diversen Colleges, so war er von 2005 bis 2006 als Assistenztrainer an der Stanford University tätig. Er war Offensive Coordinator am New Mexico Military Institute und Wide Receiver Coach am Loras College in Iowa. Von 2013 bis 2017 war er erneut als Assistenztrainer in Stanford tätig; in dieser Zeit gewannen die Stanford Cardinal zwei Mal die Pacific-12 Conference und gewannen ein Mal im Rose Bowl. 2018 und 2019 war er Offensive Line Coach an der Rice University. Von 2020 bis 2022 war er Quarterback Coach und Passing Game Coordinator an der Black Hills University.
Seit 2023 ist Ashfield Trainer der Fehérvár Enthroners. In der Saison 2023 nahmen die Enthroners erstmals an der European League of Football teil und Ashfield war deren Offensive Coordinator. Zur Saison 2024 wurde er zum Head Coach befördert. Zudem ist er Direktor des Anfang 2024 gegründeten Nachwuchszentrums Enthroners Academy.